# Талеж
Та́леж — село на территории, подчинённой городу Чехову в Московской области. Расположено на одном из притоков реки Лопасни — речке Смородинке (на картах конца XVIII в. — Талежке), на склонах большого оврага, в 16 км от города Чехова и в 56 км от МКАД. Население — 35 человек (2010).

## Название
О происхождении названия «Талеж» нет единого устоявшегося мнения. Наиболее распространенной является версия, что название села может быть связано со множеством ключей, находящихся на его территории, и по смыслу близко к отмеченному в словаре В. И. Даля слову талец — «живец, ключ, родник».

## История
Территория села Талеж и соседних населённых пунктов Чеховского района в древности была покрыта ледником, спускавшимся с севера. При его таянии возникла долина реки Оки, и на верхнем правом берегу возникли первые поселения. Следы славянских сёл — археологи называют их «селищами» — видны в Талеже. Правда дошли до наших времён селища в сильно разрушенном виде.
В октябре 1937 года недалеко от села Талеж (в районе деревни Завалипьево) археолог А. Ф. Дубинин обнаружил дьяковское городище на высоком правом берегу реки Лопасни. Городище имело почти треугольную форму, с двух сторон его были глубокие овраги, с третьей, южной, стороны — два больших вала. Крутые склоны городища вместе с искусственными валами являлись прочной защитой для населения. Длина городища примерно 70 метров, ширина валов 30 метров. Культурный слой в среднем составлял 60 см. Этот слой содержал уголь, золу, кости животных и значительное количество глиняной посуды, сделанной ещё ручным способом, без гончарного круга. Дьяковцы были искусными резчиками по кости. При раскопках найдены костяные гарпуны, рукоятки для ножей, фигурки различных животных. Характер найденной здесь посуды и другой утвари и форма самого поселения дают возможность утверждать, что оно существовало здесь в период с VIII века до н. э. по VI век н. э. и представляло собой укрепленный патриархально-родовой посёлок. Следы его сохранились до наших дней.
В 1971 году во время разработок гравия и песка недалеко от берега Лопасни была обнаружена мастерская кремнёвых орудий эпохи неолита. Найденные в ней каменные орудия: топор, ножи и копья относятся к так называемому развитому неолиту, к концу III — началу II тыс. до н. э.
По духовной грамоте Ивана Калиты его младший сын Андрей получал «Лопасну, Серпухов, село Талежское…». Грамоту датируют 1339 годом, и эту дату принято считать первым упоминанием о Талеже.
В 1646 году в селе значится пятнадцать дворов, а в писцовых книгах 1675—1677 годов — уже 19 крестьянских дворов. По данным переписи на 1768 год, в селе проживало 50 мужчин и 51 женщина.
Талежские крестьяне платили налоги в царскую казну, поскольку село относилось к дворцовой Хатуньской волости. Однако их часто отрывали от земледельческих работ для строительства крепостей, дорог и каналов. Возможно, именно по этой причине в селе случался голод: «Хлеба у нас нет никакова, пить, есть нечего, купить не на што, и от такой скудости скитаемся, а дети наши малые едва живы». Так писали крестьяне Хатуньской волости в Приказную избу летом 1737 года. Но даже среди этой нищеты стали выделяться так называемые «заживные крестьяне». Крестьянин Евсей Игнатов зарабатывал на перекупке хлеба, шерсти и овчины. Семья Игнатовых даже не посылалась на барщинные работы.
Ближе ко второй половине XVIII века Екатерина II подарила Хатуньскую дворцовую волость братьям Орловым. Талеж достался графу Владимиру Григорьевичу. В то время в селе жило несколько крестьянских семей старообрядческой веры и граф три раза их предупреждал, что если они не перейдут в официальную православную веру, то он их продаст. Крестьян продали в Москве одному старику, исповедовавшему ту же веру.

## Православная церковь в Талеже
В 1628 году согласно первой переписи после Смутного времени в селе Талеж находится церковь Святого Владимира, а в 1646 году значится «село Талеж, церковь во дворе церковной земли поп Осип Степанов, вдовый поп Фёдор Мелентьев». В писцовых книгах 1675—1677 годов обозначен в селе погост и на нём деревянная церковь, названная в честь князя Владимира. Упомянуты и иконы — образ Всемилостивого Спаса, образ князя Владимира, образ Николая-чудотворца, образ Пречистой Богородицы Одигитрии. Священникам была выделена земля и в 1678 году появляется новая деревянная церковь.

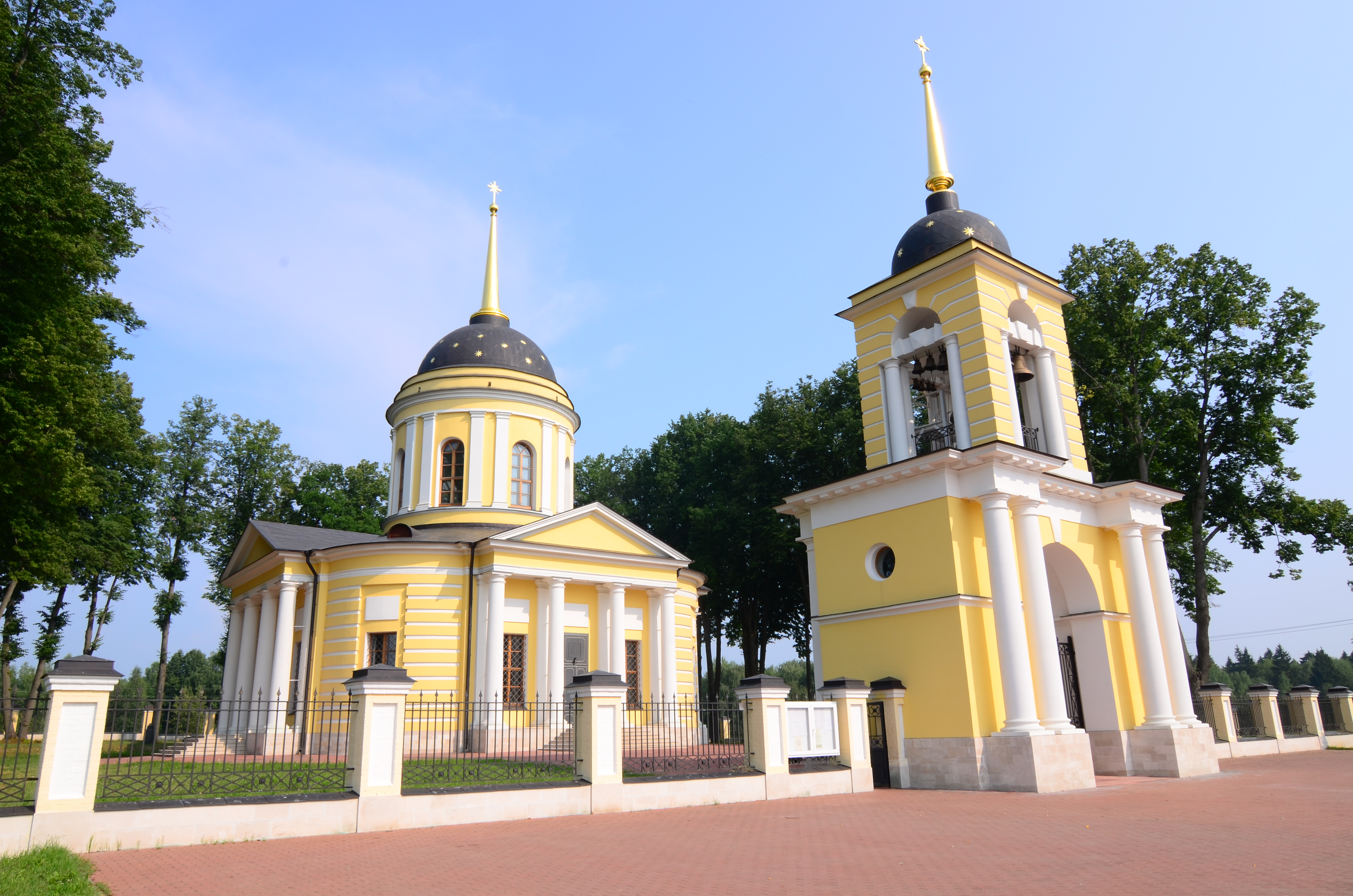
Храм Рождества Пресвятой Богородицы

### Храм Рождества Богородицы
В 1795 году на средства графа Владимира Григорьевича Орлова в Талеже на высоком склоне оврага был построен храм Рождества Богородицы. Руководил воплощением этого проекта в жизнь крепостной архитектор графа Иван Бабакин, скорее всего, по проекту московского архитектора Е. С. Назарова. Площадь храма была равна 576 квадратным метрам. Кирпичное с белокаменным декором здание вместе с утраченной металлической оградой и колокольней образовали небольшой ансамбль в стиле зрелого классицизма. Храм с портиками тосканского ордена принадлежит к типу центрических построек. Четыре пилона несут мощный световой барабан центральной ротонды, вписанной в крестчатое основание, усложненное угловыми округленными выступами. Ветви креста перекрыты цилиндрическими сводами, ротонда — полусферическим куполом. Фасады храма обработаны рустом, барабан расчленён спаренными пилястрами. Стены барабана опускаются до самого пола, образуя небольшое помещение — центральную часть храма.
Церковь была освящена во имя Рождества Богородицы в память о разобранной одноимённой церкви в соседней деревне Горках. Ещё в 1794 г. была разобрана старая деревянная церковь села — во имя святого благоверного князя Владимира, а материал был употреблён на обжиг кирпичей для церковной ограды. Иконы для новой церкви были написаны живописцем Красовским. Кроме написанных образов были перенесены иконы, а также и церковная утварь из упомянутых разобранных церквей. Граф не только оплатил все работы, но и принимал активное участие как в самой постройке, так и в приобретении для церкви дополнительной утвари. По преданию, именно граф подарил церкви крест с мощами св. блгв. князя Владимира, ставший с тех пор основной святыней храма и собиравший ко дню памяти крестителя Руси большое число паломников.
В 1806—1842 гг. настоятелем церкви служил священник Иларион Иродионов Голосов. При нём в 1810 г. справа от центрального алтаря был устроен придел во имя св. блгв. князя Владимира. В 1812 г. храм не пострадал. В 1819 г. в церковь Рождества Богородицы дворовым графа Орлова А. Г. Шершневым был пожертвован колокол весом 187 пудов 10 фунтов, отлитый в Москве на заводе Богданова. В 1823—1832 гг. в церкви был устроен левый придел — во имя Архистратига Михаила в память разобранной Архангельской церкви в соседней деревне Ананьино.
В 1842 г. о. Илариона сменил его зять — священник Павел Яковлев Смирнов, прослуживший в Талеже 38 лет. При о. Павле в 1846 г. было перестроено завершение Талежской церкви — вместо пяти шпилей был сооружен один большой купол. С этого времени церковь уже не перестраивалась.
В период настоятельства о. Павла продолжались благодеяния церкви со стороны потомков храмоздателя — помещиков Орловых-Давыдовых. Селом в это время владели супруги Владимир Петрович и Ольга Ивановна Орловы-Давыдовы. Ольга Ивановна славилась своим благочестием и благотворительностью. К 1855 г. относится сделанный ею вклад в Талежскую церковь — напрестольный крест с надписью: «Яко Моисей вознесе змию в пустыни, тако подобает вознестися Сыну Человеческому, да всяк веруяй в Он не погибнет, но имать живот вечный. Крест хранитель вселенныя, крест красота церкви, Крест Царей Держава, Крест верных утверждение, Крест Ангелов слава и демонов язва».
В 1871 г. церковь была внутри расписана. Также заново были написаны иконы в иконостас Богородице рождественского придела. Известно, что при о. Павле велась церковно-приходская летопись, рекомендованная для всех епархий в 1866 г. Святейшим Синодом.
В 1879 — (предположительно) 1920 гг. настоятелем церкви был священник Павел Васильевич Величкин. Отец Павел Величкин вместе со своим причтом написал в 1892 г. неопубликованную до сих пор рукопись «Статистические сведения о первоначальном устроении храма и переменах впоследствии произведенных села Талеж Серпуховского уезда Московской епархии».

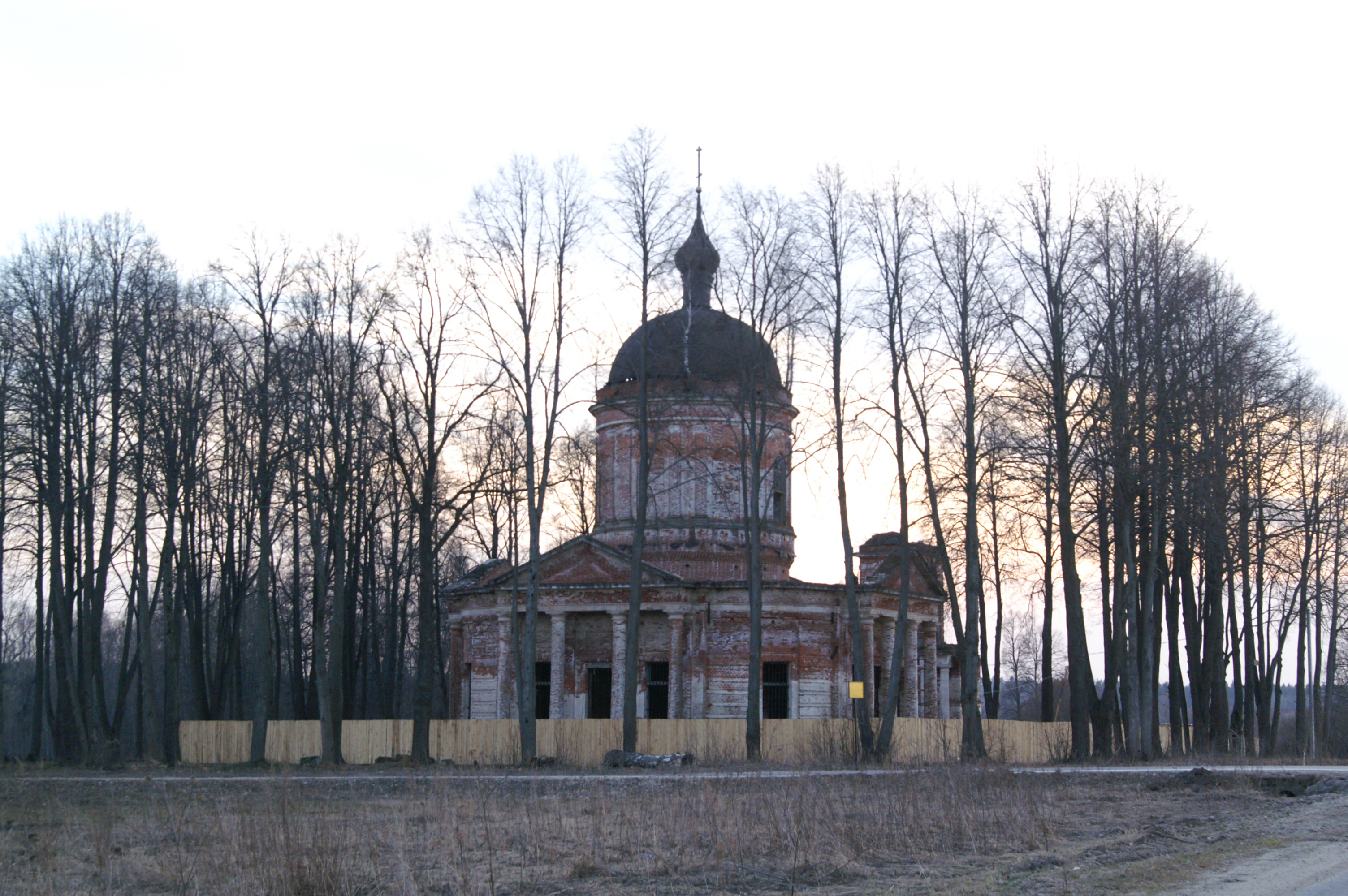
Храм Рождества Богородицы в с. Талеж (2007 г.)

Именно на время настоятельства о. Павла пришелся мелиховский период жизни и творчества Антона Павловича Чехова. О. Павел был знаком с писателем по школе с. Талеж, где первый состоял законоучителем, а второй — попечителем. Поэтому в школе с. Мелихово экспонируется похвальный лист ученику талежской школы Ивану Стопкину с подписями обоих. Отец Павел был в гостях у А. П. Чехова в Мелихове, был также корреспондентом писателя.
При о. Павле Величкине в 1885 г. деревянные решётки в ограде были заменены металлическими. В 1899 г. в церкви было сделано духовое отопление. А в 1901 г., как свидетельствует настенная надпись, расположенная в юго-западном углу храма, церковь была украшена. За свои заслуги отец Павел в 1918 г. был награждён камилавкой.
В 1920 г. в связи с кончиной о. Павла Величкина, в причте храма произошло перемещение. Диакон храма о. Михаил Алексеев Смирнов был рукоположен в священники, а псаломщик Владимир Васильев Подобедов — во диакона. Несмотря на наступившее после октября 1917 г. неспокойное время, церковь в 1927 г. собирались отреставрировать.
Во второй половине 1920-х гг., после закрытия соседней женской общины «Отрада и Утешение» в Добрынихе, в селе Талеж поселились пять монахинь из этого монастыря: Агафья (Шехорданова), Евдокия (Анцупова), Мария (Короткова), Параскева (Шехорданова) и Хиония (Сопова). Монахини Агафья и Евдокия числились в церкви уборщицами, монахиня Мария служила псаломщицей, а остальные две — монахини Параскева и Хиония сторожили церковь.
В 1929 г. о. Михаила сменил священник Сергий Павлович Смирнов. По свидетельству современников, о. Сергий активно отстаивал церковь от закрытия: служил молебны, призывал прихожан, количество которых он увеличил до 749, к отстаиванию храма, собирал деньги для уплаты налога за церковь. После закрытия соседних церквей, О. Сергий окормлял их осиротевших прихожан. В 1930 г. священник Сергий Смирнов организовал в селе по случаю престольного праздника торжество. Был приглашен епископ Иоасаф Серпуховской, который служил два дня подряд.
В 1931 г. прежний священник о. Михаил Смирнов и две монахини Агафья и Евдокия были высланы в Казахстан. А о. Сергий Смирнов с тремя другими монахинями: Марией, Параскевой и Хионией были заключены в Исправительно-трудовой лагерь. Однако о. Михаил Смирнов вскоре был освобожден и вернулся в село. Храм действовал до 1939 г.
С 19 июня 2011 года, после более чем 70-летнего перерыва и восстановления, в храме вновь начали совершаться регулярные богослужения.

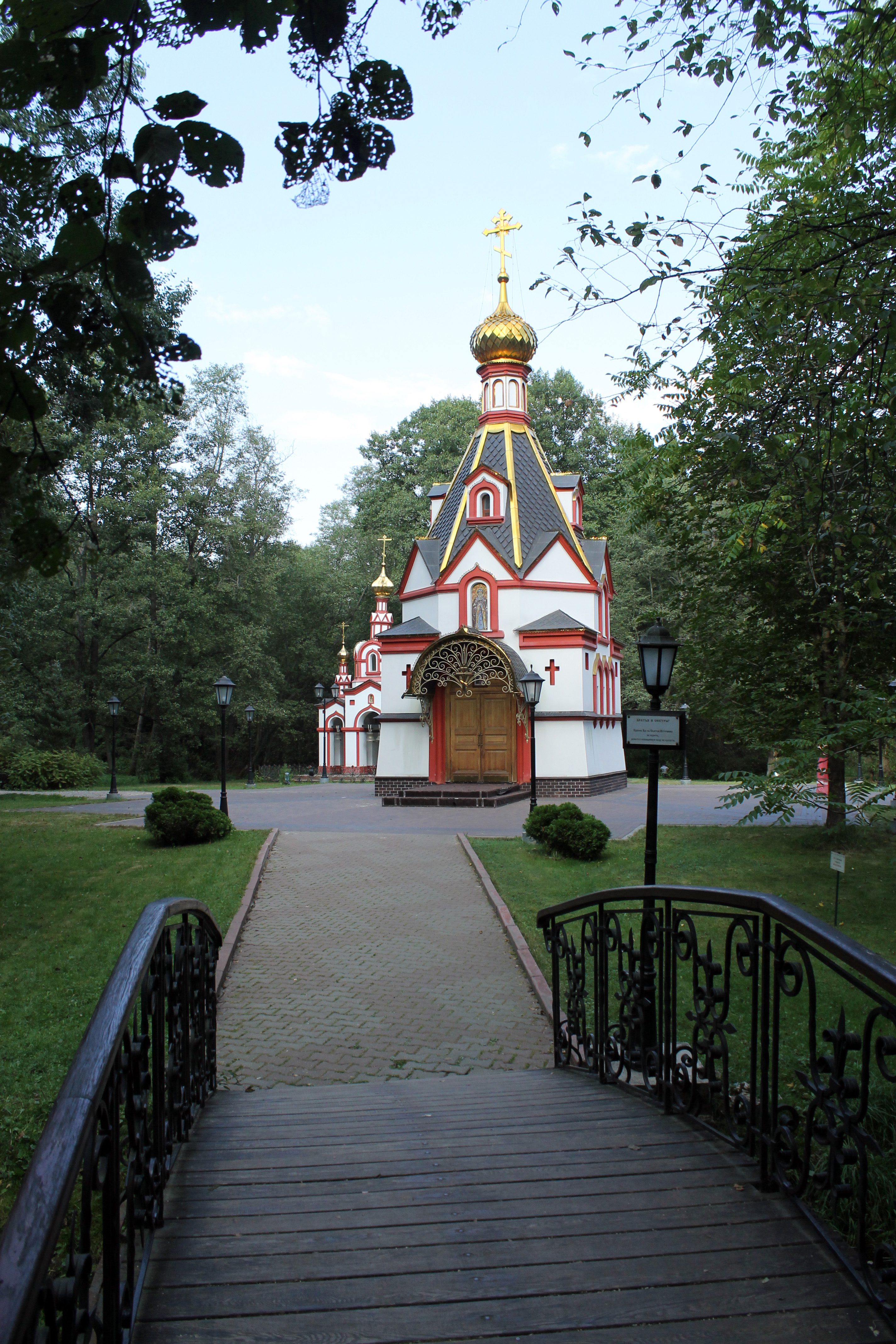
Храм преподобного Давида

### Источник и храм преподобного Давида

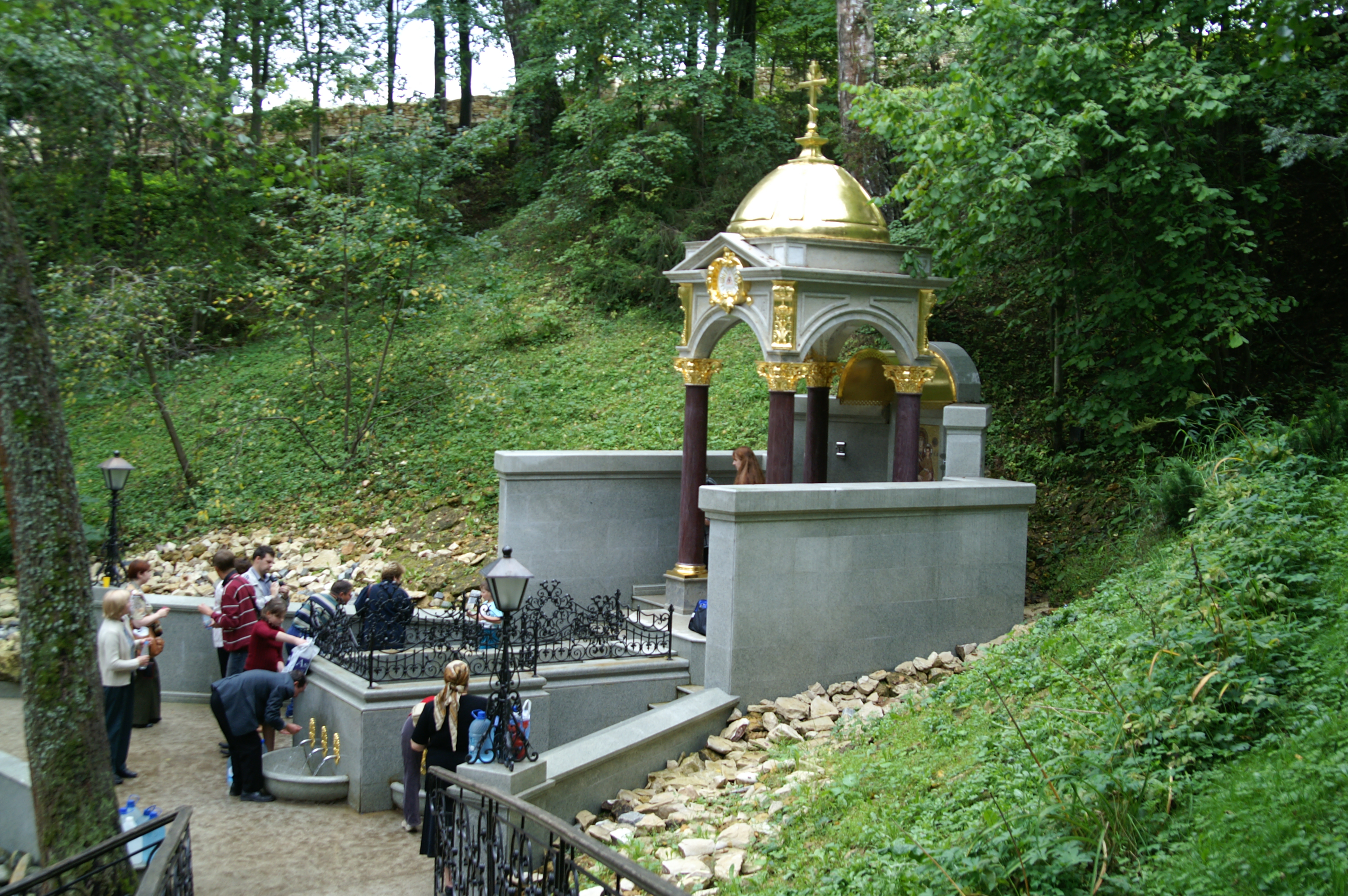
Источник преподобного Давида

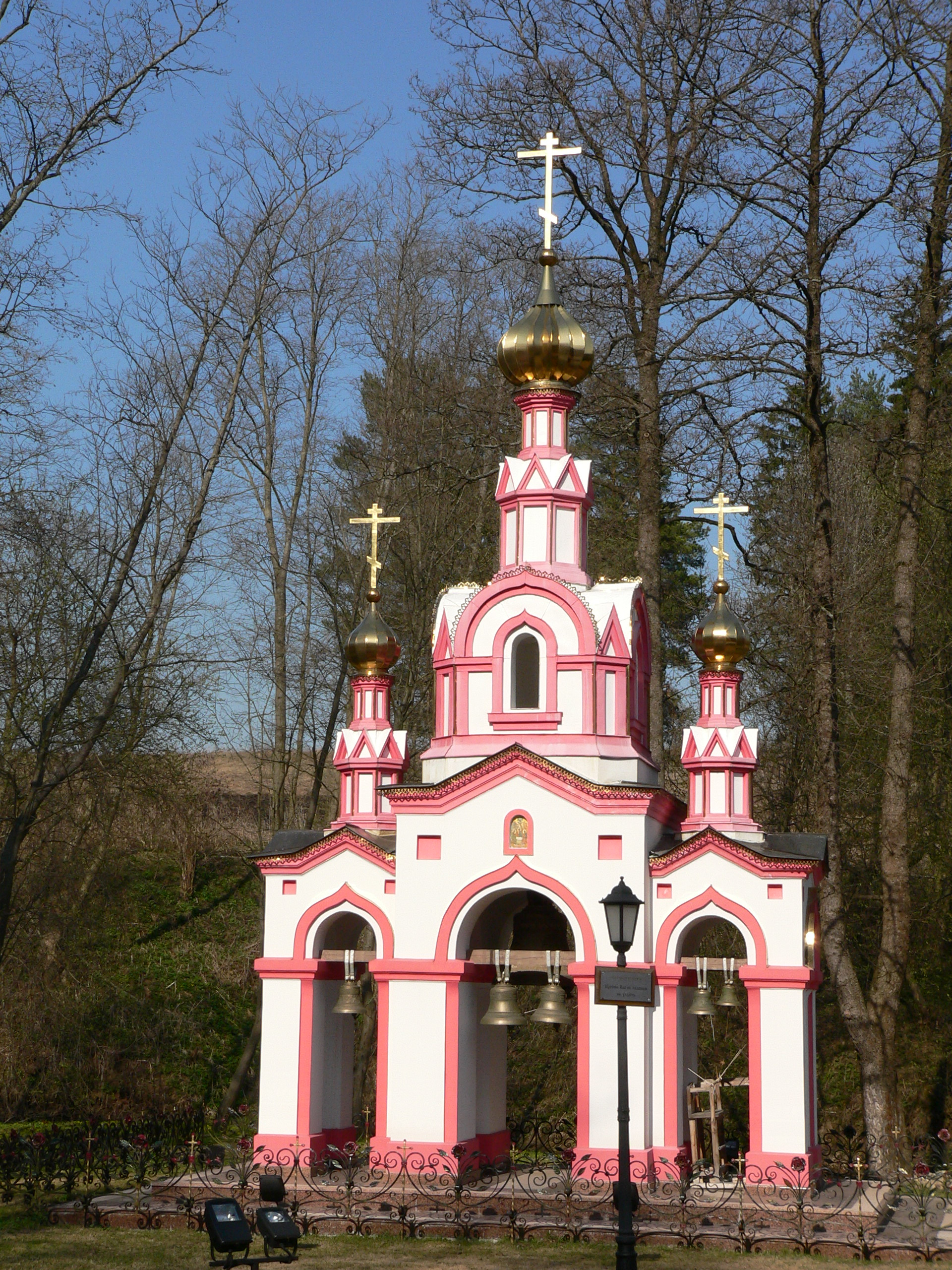
Звонница

С родниками в этих местах связано множество легенд: «Обидел как-то граф Орлов девушку, обидел и потому подарил алмазный перстень. Но девушка не приняла барский подарок, бросила его и побежала в слезах куда глаза глядят. А в том месте где упал перстень с бриллиантом, забил родниковый ключ, прозрачный и чистый как девичья слеза». На склонах талежского оврага сегодня из-под земли бьют несколько родников с чистейшей питьевой водой.
Местный родник с историческим названием Ве́ница стал известен в конце 1990-х гг. как Источник преподобного Давида в селе Талеж. Сегодня вокруг источника расположено подворье Вознесенской Давидовой пустыни, мужского монастыря, находящегося в 30 км, в посёлке Новый Быт. Вода в источнике очень мягкая, зимой и летом сохраняет температуру +4°С. В 1998 г. монахи из Давидовой пустыни возвели храм преподобного Давида Серпуховского, звонницу и купальню у родника и назвали это всё «Святой источник». В 1995—1999 гг. современными православными зодчими возведена часовня в псевдошатровом стиле времени Алексея Михайловича. Появилась трапезная с Архангелом Гавриилом на золотом флюгере, купальни, звонница. На камне у источника выбита молитва: «Сей святой источник — древнее место молитвенного поклонения на Руси. В водах его принимали святое крещение наши благочестивые предки. Да не иссякнет память о них, как не иссякнет вода сия. Осени себя крестным знамением христианин и помолись за святую Русь.» Автобусные экскурсии в Мелиховский музей-заповедник А. П. Чехова сопровождаются также заездом в Талеж, к Источнику преподобного Давида.

## Достопримечательности

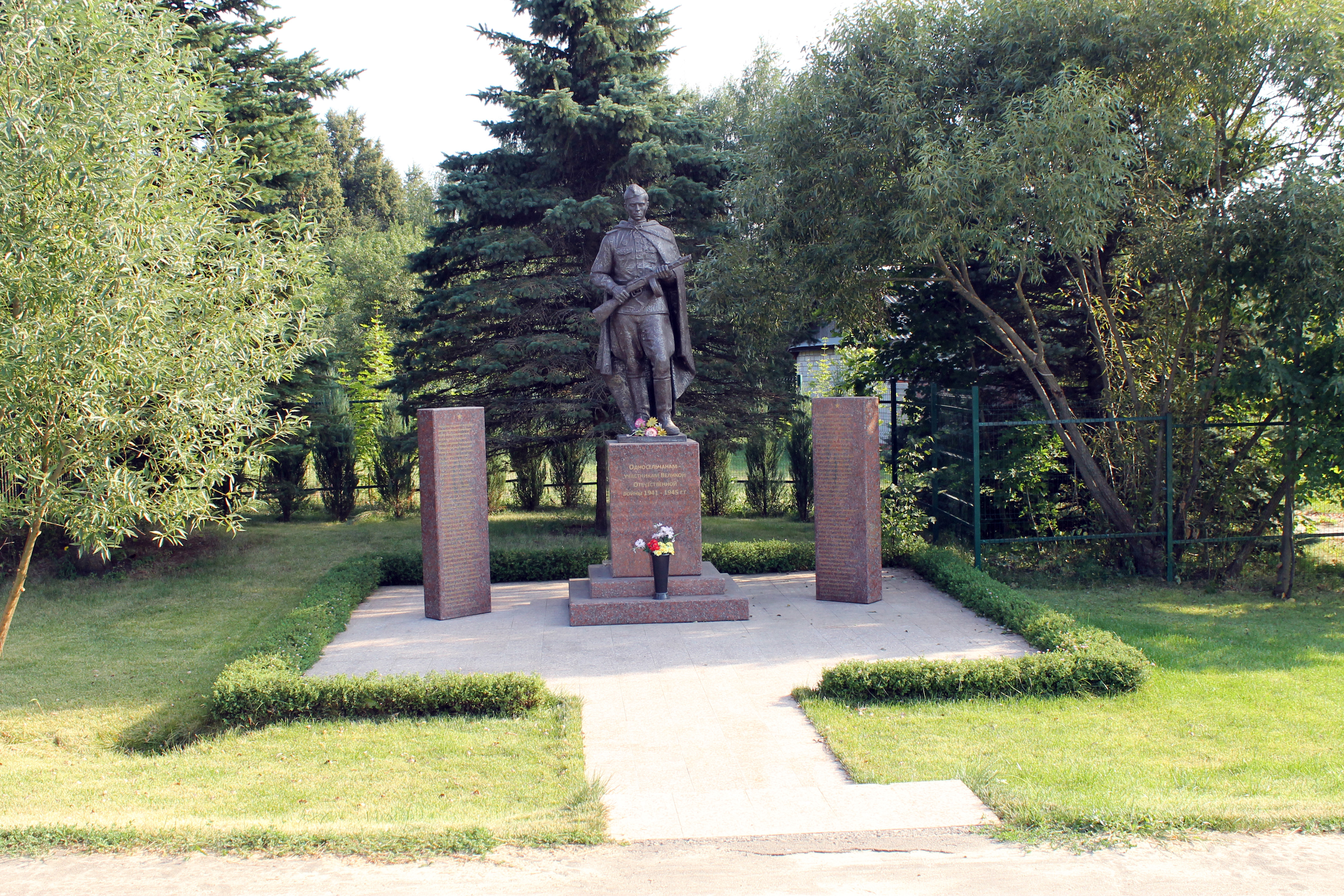
Памятник погибшим воинам в селе Талеж

### Памятник погибшим воинам
В селе находится мемориал со списком жителей, погибших во время Великой Отечественной войны.

## Известные люди, связанные с селом Талеж
По легенде мимо Талежа шла Царская (Княжья) дорога. Когда Екатерина II возвращалась из Крыма, то на ночь царский поезд остановился возле Талежа. Утром, отдохнув, Екатерина вышла на крыльцо, огляделась вокруг и произнесла: «С этими местами невозможно расстаться». С тех пор местность на берегу Лопасни стали называть Нерастанное.
В Талеже часто бывал Антон Павлович Чехов. Здесь он построил школу. В дневнике П. Е. Чехова (отца писателя) находим подробности примечательного дня 4 августа 1896 года: 

«Воскресенье. Освящение школы в Талеже… При крестном ходе и стечении народа состоялось освящение школы с тремя священниками. Сельские старосты попечителю подносили хлеб-соль и икону Спасителя и говорили благодарные речи. Управляющий Орлова Черевин поднес букет Маше. Была закуска постная и скоромная. Певчие девушки пели многолетие.»— Дневник Павла Егоровича Чехова
 В Талеже А. П. Чехову приходилось бывать и как попечителю школы и как земскому доктору. Здесь же Чехов купил готовый сруб большого дома и подарил его погорельцам села Крюково.
В селе проживали русский писатель Ю. Н. Сбитнев и писательница М. А. Ганина.

## Как добраться из Москвы
- На автомобиле: левый поворот на 72 км трассы М2 «Крым», далее 11 км через Мелихово до левого поворота по указателю «Талеж»;
- На автобусе: маршрут № 428к Чехов — Нерастанное — Москва (м. Южная)[14];
- На электричке: с Курского вокзала до ст. Чехов, далее автобусом № 25 до ост. «п/л Чайка»[15] или «Талеж»[16].